# Arcoa gonavensis
Arcoa es un género monotípico de plantas fanerógamas  perteneciente a la familia Fabaceae. Su única especie: Arcoa gonavensis es originaria de Haití.

## Taxonomía
Arcoa gonavensis fue descrita por Ignatz Urban y publicado en Repertorium Specierum Novarum Regni Vegetabilis 19(1–3): 6. 1923.